# Bảo Lý
Bảo Lý là một xã thuộc huyện Phú Bình, tỉnh Thái Nguyên, Việt Nam.

## Địa lý
Bảo Lý nằm gần trung tâm huyện Phú Bình, có vị trí địa lý:
- Phía đông giáp xã Tân Kim
- Phía tây giáp xã Đào Xá và xã Thượng Đình
- Phía nam giáp xã Nhã Lộng và xã Xuân Phương
- Phía bắc giáp xã Tân Khánh.

Xã Bảo Lý có diện tích 13,96 km², dân số năm 1999 là 6.326 người, mật độ dân số đạt 453 người/km².
Hệ thống sông Máng, một kênh tưới tiêu nhân tạo được xây dựng từ thời Pháp thuộc chảy qua địa bàn xã. Sông Cầu chảy qua đoạn ranh giới phía tây nam của xã.

## Hành chính
Xã Bảo Lý được chia thành 12 xóm: Vạn Già, Đồng Áng, Đại Lễ, Cầu Gỗ, Ngược, Hóa, Cô Dạ, Quyên, Dinh, Thượng,Đình Thượng, Thượng, Mới.